# Incendio de la discoteca Utopía
El incendio de la discoteca Utopía fue un trágico suceso ocurrido en las instalaciones de la discoteca Utopía ubicada en el centro comercial Jockey Plaza, en el distrito de Santiago de Surco, ciudad de Lima, capital del Perú. Ocurrió a las 3:15 a. m. del día sábado 20 de julio de 2002.
En 2018, se estrenó una película basada en la tragedia con el mismo nombre.

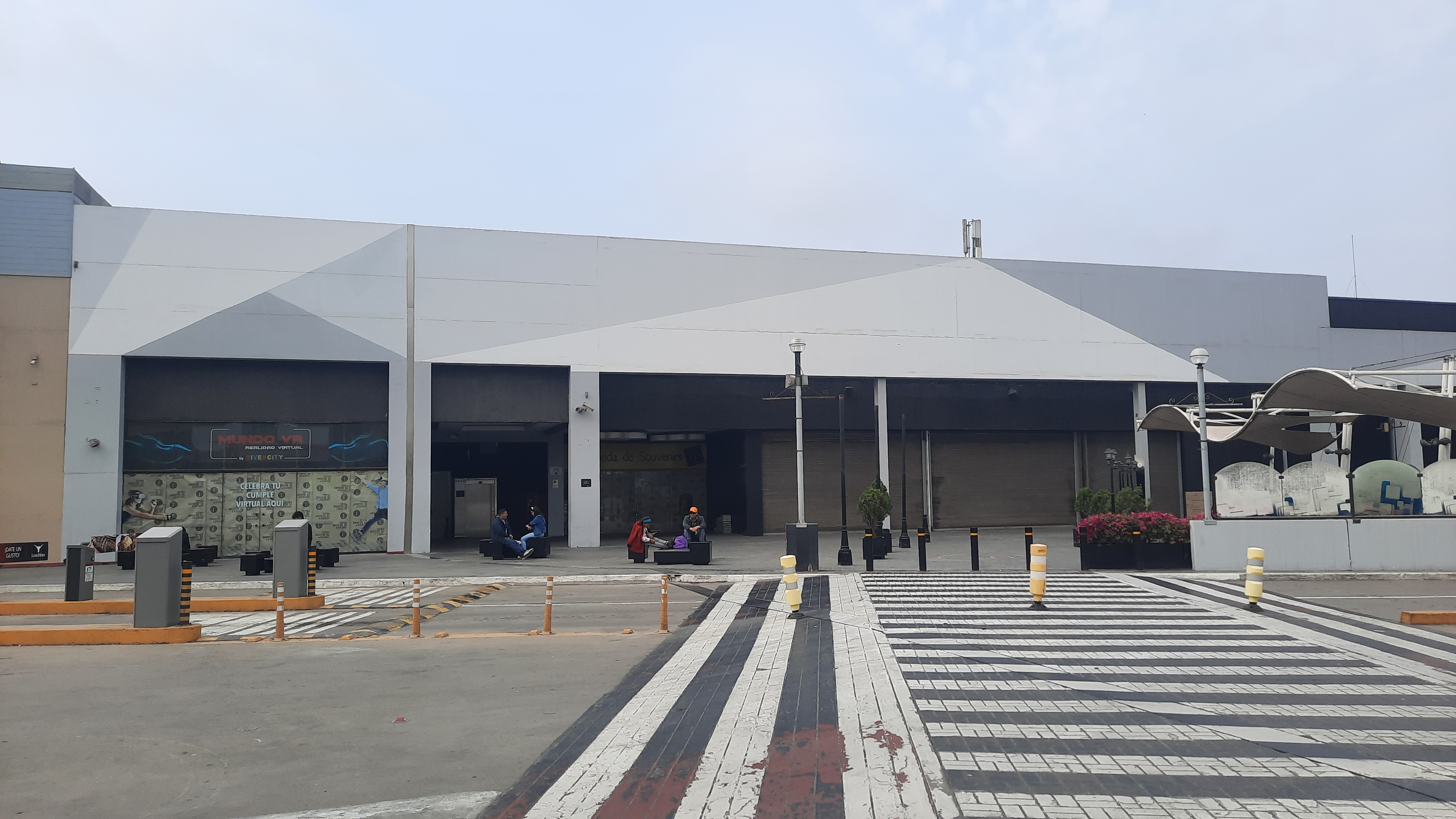
Exteriores del complejo, en el centro comercial Jockey Plaza, donde funcionaba la discoteca Utopía, en 2023.

## Lugar donde ocurrieron los hechos
La discoteca Utopía fue inaugurada en mayo de 2002, se ubicaba en el primer nivel del centro comercial Jockey Plaza, en un local de 870 metros cuadrados. Cabe mencionar, que la discoteca no tenía licencia de funcionamiento por parte de la Municipalidad de Santiago de Surco, debido a que no cumplía con las normas mínimas de Defensa Civil.
El 19 de julio la discoteca organizó una fiesta denominada Fiesta Zoo, con motivo del lanzamiento de una fragancia de la marca Hugo Boss. La administración del centro nocturno contrató con el circo mexicano Los Hermanos Fuentes Gasca la presencia en su local de un león, un tigre de Bengala, un chimpancé y un caballo. Los animales, algunos desde sus jaulas, le darían ambiente al espectáculo. La administración había cursado más de tres mil invitaciones dobles. Además, la fiesta coincidía con el vecino concierto de Los Prisioneros en el Jockey Club.

## Sucesos

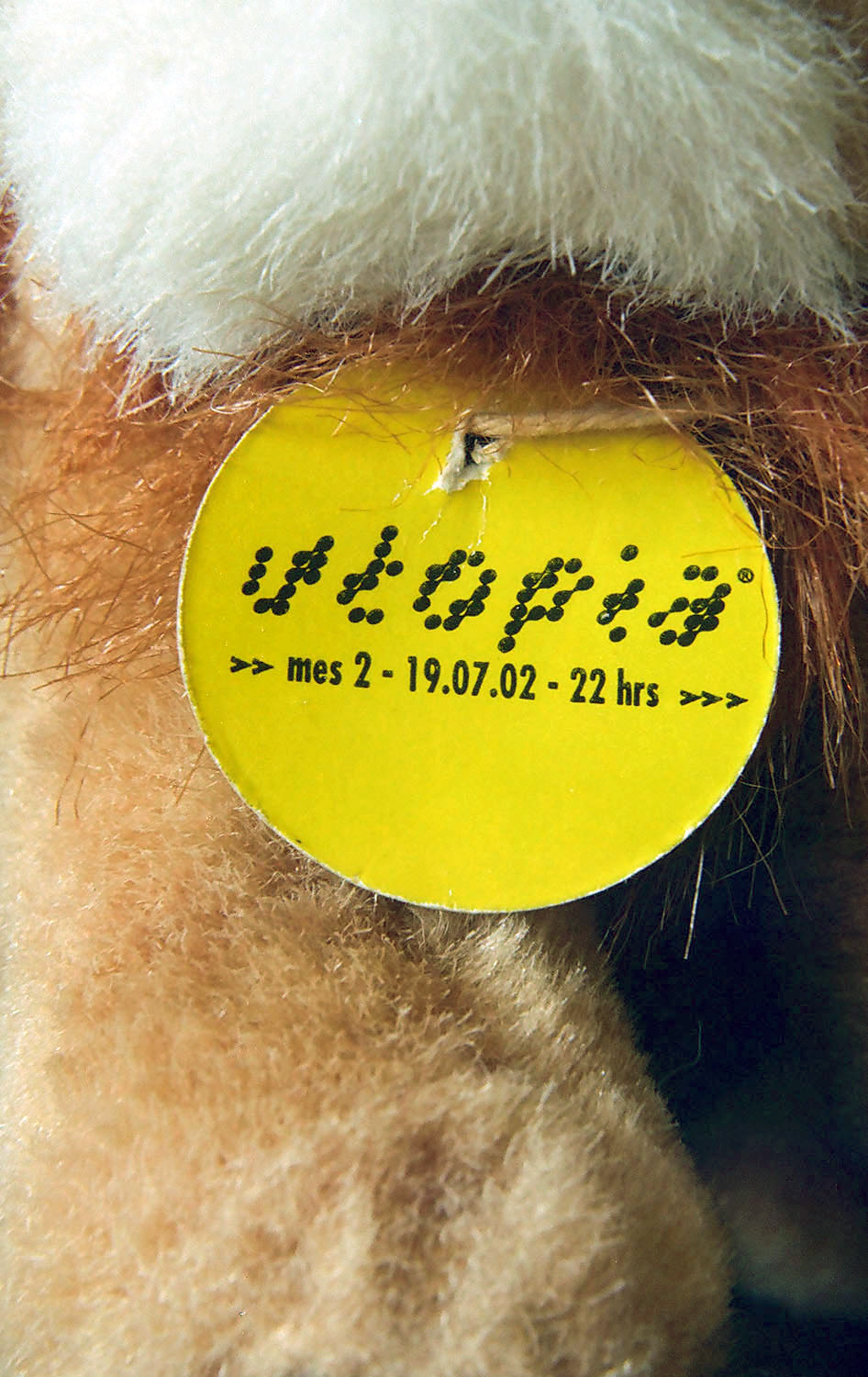
Pin de la Discoteca Utopía para el día de la fiesta

A las dos de la madrugada del sábado, en la cabina que corresponde a los disc jockeys, iniciaron un espectáculo con animales y fuego. Según algunos de los sobrevivientes, al costado de la pista de baile y frente a la cabina de los pinchadiscos se había colocado, para formar un rectángulo que sugiriera el escenario para el espectáculo, varias latas con bencina. Al frente se encontraban dos grandes jaulas, una para el tigre y la otra para el león, mientras que el chimpancé y el caballo estaban sueltos.
En el momento en el que los encargados del espectáculo se acercaban con sus antorchas encendidas para prender las latas de bencina; uno de ellos, que se había quedado parado delante de la cabina, levantó demasiado la antorcha y prendió uno de los aleros del falso techo de madera. En cuestión de pocos segundos, la cabina se prendió. Los jóvenes que observaban el espectáculo desde los dos niveles de la discoteca, empezaron a correr hasta la única puerta de salida que estaba señalizada. Los que estaban más cerca del fuego quisieron ayudar. Para apagarlo, le arrojaron cerveza y licores, que avivaron las llamas. 
Ante esta situación, el personal del centro comercial desconectó el suministro eléctrico, se cortó la música, se apagó la luz y los gritos de los animales, asustados por las llamas, sembraron el pánico y la desesperación en los asistentes, quienes llamaron a los bomberos en medio del caos. Al llegar los equipos de rescate y la policía, se toparon con un tétrico cuadro: gente saliendo desesperadamente por las escaleras y tratando de aspirar aire, cuerpos tirados en el suelo, jóvenes en estado de shock, otros buscando a sus amigos, y el humo que inundaba todos los niveles de la discoteca.
Fueron 29 jóvenes los que murieron envenenados a causa de los gases que se emitieron al quemarse el material plástico con el cual estaban revestidas las columnas del local. Asimismo, el local de tres niveles se convirtió en una trampa mortal para los alrededor de 1000 asistentes, al constatarse que no había salidas de emergencia señalizadas. Tampoco contaban con extintores, alarmas ni aspersores de agua.

### Reacciones
El entonces Presidente del Perú, Alejandro Toledo, expresó su consternación el sábado por la mañana y extendió sus condolencias a los familiares de los jóvenes que perdieron la vida en la discoteca. Toledo dijo que las autoridades sancionarán con mano dura y firme y con todo el peso de la ley a los irresponsables que manejan esos establecimientos incumpliendo la ley.
El entonces alcalde del distrito de Santiago de Surco, Carlos Dargent, dijo que este es un desastre anunciado, y responsabilizó del siniestro a los dueños de la discoteca que carecía de licencias municipales, ni de construcción ni de funcionamiento, y a los concesionarios del Centro Comercial Jockey Plaza, quienes, según el alcalde, permitían el funcionamiento del centro nocturno sin que reuniera las mínimas condiciones de seguridad. 
El entonces alcalde de Lima, Alberto Andrade, propuso que durante 60 días se cierren todas las discotecas y centros de esparcimiento masivo para que los bomberos, Defensa Civil y las propias comunas puedan verificar qué locales cumplen los estándares de seguridad requeridos.
En agosto de 2002, el Congreso de la República aprobó la conformación de una comisión investigadora sobre el incendio de la discoteca, la cual fue presidida por Jorge Mufarech e integrada por  Luis Gonzales Posada, Fabiola Morales, Manuel Bustamante y Jorge Mera. La comisión presentó su informe final en enero de 2004.

### Adaptación a película
La historia de la tragedia fue llevada a la pantalla grande, con una cinta del mismo nombre, dirigida por Jorge Vilela y Gino Tassara, la cual se estrenó en septiembre de 2018. Se cree que a raíz de esta película, la cual explicó brevemente en las escenas finales la situación por la que todavía están pasando los familiares de las víctimas mortales y que todavía están  buscando justicia, el gobierno de México empezó con la búsqueda inminente de Édgar Jesús Paz Ravines, el cual fue capturado poco tiempo después del estreno.

## Juicio

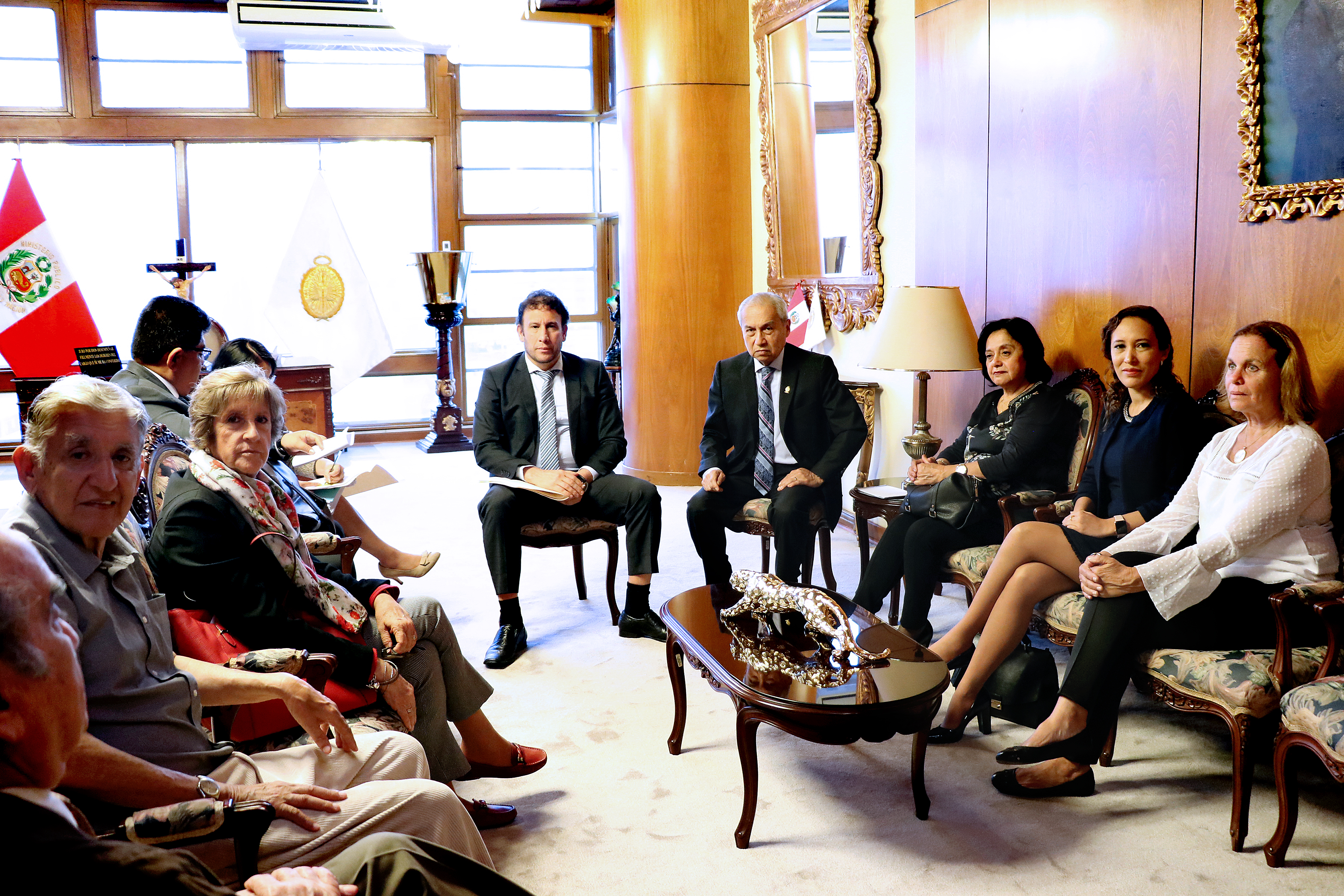
El entonces fiscal de la Nación Pedro Chávarry junto a familiares y deudos de los fallecidos en Utopía en 2018.

Luego de la tragedia, los padres de las víctimas iniciaron un juicio contra los administradores del local: Percy North, Alan Azizollahoff Gate, Édgar Paz Ravines y con el accionista minoritario Fahed Mitre.
En 2004, Percy North fue condenado por homicidio culposo a 4 años de cárcel; sin embargo, meses después se anuló la sentencia a la espera de que se formalice por doloso. Esto no ocurrió; la fiscalía lo acusó por el mismo delito y fue el juez Miguel Bazán el que, en 2006, tuvo que cambiar la tipificación y logró sentenciarlo por homicidio doloso a 15 años. Sin embargo, North apeló la sentencia y logró que bajaran la pena a 10 años. Por otra parte, el cantante Fahed Mitre fue declarado inocente y no se le aplicó pena alguna; sin embargo, el artista prefirió retirarse una cantidad considerable de años de la música. 
En julio de 2013, la Sala Constitucional y Social Permanente de la Corte Suprema de Justicia decidió reabrir el caso 'Utopía' al declarar fundada la acción de amparo presentada por los familiares de los 29 jóvenes que murieron en la referida discoteca en el 2002. Édgar Paz y Alan Azizollahoff fueron sentenciados el 8 de abril del 2014, a una condena de prisión efectiva de cuatro años y al pago de una reparación civil de S/.70 mil, en forma solidaria en favor de los deudos de los 29 jóvenes que fallecieron el 20 de julio del 2002. El delito fue homicidio culposo por omisión dolosa.
El 21 Juzgado Penal de la Corte Superior de Justicia de Lima, a cargo de la jueza Úrsula Ruiz, tomó esta decisión al considerar que ninguno de los procesados cuenta con antecedentes o agravantes.
Los deudos y el abogado César Nakazaki expresaron su insatisfacción con la sentencia. Ellos apelarán la decisión a la que llegó el Poder Judicial después de casi 12 años del siniestro.
En plena lectura de sentencia, el abogado del procesado Alan Azizollahoff, Luciano López Flores, trató de interponer el recurso de nulidad, sin embargo, la magistrada se lo negó, debido a que el proceso se encontraba en la etapa de lectura de sentencia.
Luego de que se dicte la pena de 4 años para Alan Azizollahoff y Edgar Paz en 2014, ambos ya se habrían fugado del Perú, razón por la cual el Juzgado ordenó que ambos procesados sean notificados en sus domicilios reales y se solicitó su captura a nivel internacional. En ese entonces, Azizollahoff se encontraba en Miami y Paz en México.
Por otra parte, el ex-administrador de Utopía, Percy North, quien fue sentenciado a 10 años de prisión efectiva por el delito de homicidio doloso; salió en libertad el 8 de julio de 2015 luego de haber pasado 7 años en la cárcel. North cumplió parte de su condena entre 2004 y 2007, posteriormente, fue nuevamente encarcelado en el 2011 hasta el 2015.
El 12 de noviembre del 2018, Édgar Jesús Paz Ravines fue capturado  por Interpol en México luego de haber estado prófugo 16 años. Sin embargo, a pesar de que se estimó que su proceso de extradición al Perú duraría alrededor de 6 meses, el 3 de diciembre de 2019 (luego de casi 13 meses de su detención) se informó que dicho proceso se encontraba "suspendido", debido a que la defensa de Paz en México interpuso un juicio de amparo para frenar el proceso de extradición en su contra.
El 13 de febrero de 2020, el Poder Judicial de México aprobó la extradición de Édgar Jesús Paz Ravines al Perú.
El 27 de febrero de 2020, El Ministerio de Justicia de Sudáfrica aceptó la solicitud de extradición de Alan Azizollahoff, luego de haber estado prófugo de la justicia peruana 18 años. Con esta noticia se culminaría la captura de ambos responsables condenados por la tragedia de la discoteca Utopía.
El 26 de agosto de 2020, en medio de la crisis sanitaria por la pandemia por coronavirus, el Poder Judicial anunció que el 5 de septiembre del mismo año se concretaría el proceso de extradición de Edgar Paz Ravines. La embajada peruana en México informó a Interpol que no había motivos legales para no proseguir con la entrega de Paz. Esto ocurrió satisfactoriamente, a través de un vuelo humanitario, Paz fue trasladado de México al Perú para cumplir con su sentencia.

## Víctimas
| - Álvaro Sayán Hormazábal - Guillermo Vilogrón Gaviria - Lawrence von Ehren Campos - Melissa Palacios Saldaña - Arturo Lecca Fuentes - Maritza del Pilar Alfaro Melchiorre - Vanessa Humbel Burga-Cisneros - Daniela Amada Feijoo Cogorno | - Marcela Milagros Valverde Ocaña - María Gabriela Meza Vázquez - Carlos Augusto Haaker Pérez - Pedro Michael Bugosen Chaluja - Jorge Karín Bugosen Chaluja - Eugenia Carolina Fischmann Rodríguez - Jorge José Diez Martínez Podestá | - Mariana Cristina Liceti Fernández-Puyó - Eduardo Antonio Majluf Tomasevich - Verónica Delgado Aparicio Villarán - Melissa Burstein Vargas - Flavio Renato de la Llave García Rosell - Silvia Virginia de la Flor Icochea - Orly Gomberoff Elon | - Ricardo Martín Valdivia Rivera - Maura Rocío del Pilar Solórzano Gonzales - Sandra Liliana Cevallos Menchelli - Vanessa Ximena Caravedo Guidino - Luis Enrique Ramírez - Verónica Isabel Egúsquiza Valencia - Roberto Belmont Ibarra - Verónica Borda Malpartida |